# Гран Рекс
„Гран Рекс“ (на френски: Le Grand Rex) е най-големият киносалон в Европа, намиращ се в Париж, Франция. Той е истински кинодворец с 2650 червени кожени седалки и мигащи звезди на тавана. Разположен е във Втори арондисман на френската столица. Построен е на 8 декември 1932 г. в стил ар деко. Използва се също и като концертна зала.